# جسر المنشية
جسر المنشية أحد جسور جمهورية السودان، يربط الجسر بين العاصمة الخرطوم والمدينة الواقعة شمالي الخرطوم ( تسمي محلية شرق النيل ) عبر النيل الأزرق في وسط السودان، يقع بالقرب من الجسر مركز المعلومات الوطني ومبنى المكاتب الحديثة، التي بنيت على طراز الفن الحديث من الزجاج والخرسانة.

## تاريخ الإنشاء
افتتح جسر المنشية عام 2006 ويبلغ طوله 350 متراً، ويربط بين الخرطوم وضاحية الجريف شرق بمسارين للسيارات وبعرض 8.25 متراً في كل اتجاه وممرات للمشاة في كل جانب.